# Ralph Stefan Solecki
Ralph Stefan Solecki (Brooklyn, 15 d'octubre de 1917 - Livingston, 20 de març de 2019) va ser un arqueòleg i prehistoriador nord-americà.
Va exercir de professor al Smithsonian Institute i a la Universitat de Colúmbia (1959-1988). Solecki és especialment conegut per haver dirigit les excavacions a la cova de Shanidar, al Kurdistan iraquià, on van aparèixer nombroses restes de neandertals enterrats amb evidencies de ritualitat. Era el primer cop que s'observava res de semblant en la cultura dels neandertals i va revolucionar la concepció que se'n tenia.
Les seves publicacions inclouen els primers treballs realitzats sobre fotografia aèria i fotointerpretació, així com dos volums sobre Shanidar, apareguts els anys 1971 i 1972. És el pare del geògraf nord-americà William Solecki i de l'oficial d'ACNUR, John Solecki.
El 2013 va ser entrevistat sobre el seu treball a The Wall Street Journal.

## Obra destacada
- Solecki, Ralph S. «Prehistory in Shanidar Valley, Northern Iraq». Science, vol. 139, 18-01-1963, pàg. 179-193. DOI: 10.1126/science.139.3551.179.
- Solecki, Ralph S. Shanidar, the first flower people (en anglès).  Nova York: Knopf, 1971. ISBN 978-0394445113.
- Solecki, Ralph S. Shanidar: Humanity of Neanderthal Man (en anglès).  Allen Lane, 1973. ISBN 978-0713903065.
- Solecki, Ralph S. «Shanidar IV, a Neanderthal Flower Burial in Northern Iraq». Science, vol. 190, 20-11-1975, pàg. 880-881. DOI: 10.1126/science.190.4217.880.
- Solecki, Ralph S. The Proto-Neolithic Cemetery in Shanidar Cave (Texas A&M University Anthropology Series) (en anglès).  Texas A&M University Press, 2004. ISBN 978-1585442720.